# Parque estatal de Itapuã
El Parque estatal de Itapuã (en portugués: Parque Estadual de Itapuã) es un área protegida en el municipio de Viamao en el estado de Rio Grande do Sul, en Brasil. Cuenta con 5.566 hectáreas y fue abierto a los visitantes en el año 2002.
Para 2012, solamente estaban abiertas las visitas a la playa da Pedreira y Playa das Pombas con un número máximo de 350 visitantes por cada playa. Los boletos se pagan y adquieren en la entrada del parque. 
La visita al parque está destinado a la educación ambiental y la contemplación de la naturaleza, por lo que las actividades de los visitantes tienen muchas restricciones. Las playas sólo permiten los baños en ciertos lugares y se prohíbe la práctica de deportes como el fútbol, kayak, esquí acuático, etc. Está prohibido recolectar cualquier tipo de material del parque y alimentar a los animales.